# والتر توماس ميلز
والتر توماس ميلز (بالإنجليزية: Walter Thomas Mills)‏ هو محرر نيوزيلندي، ولد في 1856، وتوفي في 1942.